# Balunijuk
Balunijuk is een bestuurslaag in het regentschap Bangka van de provincie Bangka-Belitung, Indonesië. Balunijuk telt 3954 inwoners (volkstelling 2010).